# Rollringgetriebe
Rollringgetriebe (auch Uhing-Getriebe, nach dem Kieler Ingenieur Joachim Uhing, der sie 1954 zum Patent anmeldete) wandeln die konstante Drehbewegung einer glatten Welle in eine hin und her gehende Hubbewegung um. 
Sie wirken wie Muttern auf Schraubenspindeln, besitzen jedoch eine veränderliche Steigung, die links- oder rechtsgängig sein und auch zu Null werden kann. Diese Wirkung wird durch drei oder vier schwenkbar angeordnete Rollringe erzielt, die die Welle umschließen und mit ihren speziell geformten Laufflächen wechselseitig gegen deren Oberfläche gedrückt werden. Läuft das Rollringgetriebe gegen einen vorpositionierten Endanschlag, so wird ein mechanischer Umschaltmechanismus betätigt, der die Rollringe in die Gegenrichtung schwenkt und die Hubumkehr einleitet. 
Rollringgetriebe werden für Wellendurchmesser von 10 bis 80 mm angeboten. Größenabhängig erreichen sie Schubkräfte bis zu 3.600 N, Hubgeschwindigkeiten bis 4 m/s und Hublängen bis zu 5 m. 
Haupteinsatzgebiet der Rollringgetriebe ist das Verteilen von bandförmigem Gut auf Spulen. Zwischen den Endanschlägen, die auf den Flanschabstand eingestellt sind, läuft das Rollringgetriebe mit einer Steigung hin und her, die auf den Wickelgutdurchmesser eingestellt ist, und sorgt so für den einwandfreien Aufbau der Wicklung.
Eine vereinfachte Version der Rollringgetriebe ist die ebenfalls von Uhing entwickelte Wälzmutter, bei der die Rollringe in einem festen Winkel eingebaut sind. Veränderungen von Hubgeschwindigkeit und Hubrichtung erfolgen über den Wellenantrieb. Wegen ihrer prinzipbedingten Spielfreiheit wird die Wälzmutter bevorzugt als Achsantrieb in Messmaschinen eingesetzt.